# Maison des étudiants arméniens
Pour les articles homonymes, voir MEA.
La Maison des étudiants arméniens ou MEA est une des 40 résidences universitaires à la Cité internationale universitaire de Paris, fondée en 1930 par Boghos Nubar Pacha et conçue par Léon Nafilyan. Elle fut inaugurée le 16 décembre 1930.

## Histoire
Alors que le projet d'une résidence universitaire pour les étudiants internationaux a été lancé dès 1920 par André Honnorat, ministre de l'Instruction publique, et Émile Deutsch de la Meurthe, un mécène et un industriel alsacien, Boghos Nubar Pacha fit don de 3 millions de francs en 1927 pour la construction d'une résidence pour les étudiants arméniens.
La MEA a été conçue par Léon Nafilyan, un architecte de renommée ayant conçu l'église arménienne du Caire en Égypte.
Le 23 juin 1984, la maison subit un attentat blessant légèrement deux personnes.